# Morten Brask
Œuvres principales
- Havet i Theresienstadt (2007) (Terezin Plage, traduction française en 2011)
- William Sidis perfekte liv (2011)

Morten Brask est un publicitaire, journaliste, chroniqueur et écrivain danois né le 10 mars 1970 à Copenhague. 

## Éléments biographiques et carrière
Morten Brask, avant 2007, a essentiellement publié des récits de voyage, des essais et des textes satiriques. Alors qu'il n'avait pas encore vingt-cinq ans, Brask, jeune auteur, a été fortement impressionné par l'écrivain Ralph Oppenheimer (survivant du camp de Theresienstadt), rencontré lors de la conférence que l'écrivain rescapé a tenue à Copenhague, pour le cinquantième anniversaire de la déportation. Brask s'est alors promis qu’un jour il écrirait un roman à partir de l'histoire de son aîné.
Ses débuts littéraires ont ainsi été marqués par la publication, en 2007, du
roman qui accomplit cette promesse, Havet i Theresienstadt,,, œuvre notamment traduite en français, et qui lui a valu, au Danemark, la reconnaissance des critiques littéraires et du public lettré. 
En mars 2011 est parue à Copenhague la deuxième fiction romanesque de Brask, William Sidis perfekte liv, qui prend sa source dans l'existence même et le destin hors du commun du prodige intellectuel américain William James Sidis, mathématicien et philologue surdoué.

## Esthétique et thématique littéraires
Le point le plus saillant, jusqu'à maintenant, réside dans la volonté assumée de Brask d'ancrer ses récits au cœur d'une certaine vérité biographique: son premier roman, Terezin Plage (titre en France), doit sa naissance au choc de la rencontre avec R. Oppenheimer et se trouve redevable de nombreux éléments biographiques de ce dernier durant sa terrible expérience de déporté au  camp de Terezin. De même, dans son second opus, William Sidis perfekte liv, Brask prend-il comme point de départ le parcours exceptionnel du génie américain William James Sidis.
La judéité semble encore constituer un des traits pertinents de la thématique de Brask: objet central de son premier essai historico-esthétique (Juifs et Aryens dans les films de propagande nazis), elle a sa part dans le choix des figures symboliques à l'origine de la conception diégétique romanesque de Brask; Oppenheimer, écrivain déporté en raison de sa judéité, voit de ce fait son destin basculer, alors que William James Sidis, figure référentielle du roman suivant de Brask, doit à ses parents, juifs russes émigrés aux États-Unis pour fuir les persécutions politiques et les pogroms qui sévissaient en Russie dans les années 1887-1889, d'avoir eu un développement intellectuel et culturel à la hauteur de ses exceptionnelles capacités, dans le climat apaisé et favorable du milieu universitaire américain au sein duquel son père a par la suite évolué.
Enfin, depuis ses premiers essais et textes satiriques (la série des Snapstinget, 2001-2002), son écriture se teinte à l'évidence d'une ironie mêlée de poésie, particulièrement sensible dans Terezin Plage: se gardant du simple pathos de l'horreur des camps, Brask introduit paradoxalement une dimension poétique dans son récit.

## Prix et distinctions
- Fondation Nationale des Arts (Copenhague): obtention en 2011 d'une bourse d'écriture pour trois ans
- Terezin Plage est retenu dans la sélection pour le Prix du roman Fnac 2011
- « Coup de cœur » des libraires français[5]

## Œuvres
Romans
- Havet i Theresienstadt (2007)

- William Sidis perfekte liv (2011)

- En pige og en dreng (2013)
- Ofrene (2016)

Récit de voyage
- Rejse i regntid (2001)

Essais
- Jøden & Arieren – i den nazistiske filmpropaganda (1995) (Juifs et Aryens dans les films de propagande nazis)
- Blondanett (2005)
- Film Macht Frei (2008)

Textes satiriques
- Snapstinget 1 (2001)
- Snapstinget 2 (2002)